# الکس ماتوس
الکس ماتوس (انگلیسی: Alex Matos؛ زادهٔ ۳ اکتبر ۲۰۰۴) بازیکن فوتبال اهل انگلستان است.
وی همچنین در تیم ملی فوتبال زیر ۱۶ سال انگلستان بازی کرده‌است.